# Jordana Spiro
Jordana Ariel Spiro (New York, 12 aprile 1977) è un'attrice, regista e sceneggiatrice statunitense.
Attiva nel campo cinematografico e televisivo a partire dalla seconda metà degli anni '90, riscuote successo recitando nelle serie Ozark e My Boys. Nel 2018 dirige il film  Night Comes On.

## Biografia
Nata da madre irlandese-inglese e padre russo-tedesco-ebreo, è cresciuta a Manhattan dove ha studiato recitazione presso la "Circle in the Square Theatre School" per poi spostarsi a Londra dove ha frequentato per un breve periodo la Royal Academy of Dramatic Art.
È sposata con Matthew Spitzer dal quale ha avuto un figlio nel 2014.

## Filmografia parziale

### Attrice

#### Cinema
- Dal tramonto all'alba 3 - La figlia del boia (From Dusk Till Dawn 3: The Hangman's Daughter) (2000)
- Partnerperfetto.com (Must Love Dogs) (2005)
- La concessionaria più pazza d'America (The Goods: Live Hard, Sell Hard), regia di Neal Brennan (2009)
- Trespass (2011)
- Fear Street Parte 1: 1994 (Fear Street Part One: 1994) (2021)
- Fear Street Parte 2: 1978 (Fear Street Part Two: 1978) (2021)
- Fear Street Parte 3: 1666 (Fear Street Part Three: 1666) (2021)

#### Televisione
- Cold Case - Delitti irrisolti (Cold Case) – serie TV, episodio 2x14 (2005)
- My Boys - serie TV, 49 episodi (2006-2010)
- Ozark – serie TV, 24 episodi (2017-2022)
- Evil – serie TV, episodio 1x12 (2020)
- Law and Order - Unità vittime speciali - serie TV, 6 episodi (2022, 2024)

### Regista
- Night Comes On (2018)

## Doppiatrici italiane
Nelle versioni in italiano delle opere in cui ha recitato, Jordana Spiro è stata doppiata da:
- Domitilla D'Amico in Cold Case - Delitti irrisolti, Dal tramonto all'alba 3 - La figlia del boia, Law & Order - Unità speciale (ep. 23x22)
- Francesca Fiorentini in Partnerperfetto.com, Law & Order - Unità speciale (s. 25)
- Barbara De Bortoli in JAG - Avvocati in divisa
- Antonella Rinaldi in CSI: NY
- Miriam Spera ne La concessionaria più pazza d'America
- Francesca Manicone in Dexter
- Claudia Catani in Harry's Law
- Selvaggia Quattrini in Trespass
- Daniela Calò in The Good Wife
- Sabrina Duranti in The Mob Doctor
- Rossella Acerbo in Ozark
- Alessandra Cassioli in Criminal Minds